# 潭州水道
潭州水道，位于中华人民共和国广东省佛山市境内，西起佛山市禅城区南庄镇紫洞村，与东平水道相通，向东至沙口水利枢纽，左岸分出佛山水道（汾江），之后转东南流，至顺德区乐从镇平步村以北，澜石大桥以西，右岸有吉利涌汇入。继续向东至顺德区陈村镇登洲头，左岸又分出平洲水道，之后转东南流，于陈村镇马基头左岸分出陈村涌，继续向东南至北滘镇西海口汇入顺德水道。全长31.5千米。潭州水道上接北江，可通行1000吨以下船只，是广州通行广西梧州等地的主要航道。
水道上自上而下建有紫洞大桥（515县道）、罗南大桥（S82佛山一环高速）、季华大桥、潭州大桥、新石南大桥（518县道）、澜石大桥、东平大桥、陈北大桥（S82佛山一环高速）、林头大桥（105国道）、大沙大桥（363省道）等桥梁。
另外很多资料和地图将紫洞至登洲的河段标为东平水道的一部分，又称为“东平河”，潭州水道则从登洲头算起。